# Dolicholagus longirostris
Dolicholagus longirostris é uma espécie de peixe pertencente à família Bathylagidae.
A autoridade científica da espécie é Maul, tendo sido descrita no ano de 1948.

## Portugal
Encontra-se presente em Portugal, onde é uma espécie nativa.

## Descrição
Trata-se de uma espécie marinha. Atinge os 17,5 cm de comprimento padrão nos indivíduos do sexo masculino.